# 李希龄

李希龄1913年照片

李希龄（英語：Tom Lee，1849年—1918年），本名王阿龄（英語：Wung Ah Ling），是广东出身的美国唐人街大佬，被称作纽约唐人街“市长”（"Mayor" of Chinatown）。李希龄在1849年前后出生于广州府、14岁移民美国，最初在旧金山拐卖华工，1876年在圣路易斯开设制桶工厂。1870年代纽约唐人街请求旧金山“六大公司”派遣特使协助管理，王阿龄则化名“李希龄”受命前往纽约并成为纽约华人社群领袖。1880年李希龄成立联谊堂，是为安良堂的前身，同年纽约市治安官乔治·塞克斯顿任命李希龄副治安官，李希龄从此成为纽约黑白两道公认的华人领袖。